# Пиркало Світлана Вячеславівна
Світлана Вячеславівна Пиркало (нар. 18 липня 1976, Полтава, Полтавська область, Українська РСР) — українська письменниця, перекладачка та журналістка, яка працює з Лондону. 
Нині працює в Лондоні в Офісі Спілкування у ЄБРР (англ. Communciations Office of EBRD).

## Життєпис
Народилася у селі Тахтаулове Полтавської області. Закінчила філологічний факультет Національного університету імені Шевченка у 1998 році. Спеціальність — «Філолог. Викладач української мови та літератури». 

## Кар'єра
Розпочала кар'єру як прес-секретарка Народного руху України й пропрацювала на цій позиції з січня 1997 до січень 1999 року. Паралельно у жовтні 1998 року почала працювати головною редакторкою в журналі моди Єва (рос. Ева) де пропрацювала по січень 2000 року. З січня 2000 року до жовтень 2001 року працювала головною редакторкою програми «Без Табу з Миколою Вереснем» на телеканалі 1+1.
У листопаді 2001 року переїхала в Лондон та стала журналісткою BBC News українською, де пропрацювала майже 10 років до березня 2011 року. У роки роботи на BBC News українською Пиркало була ініціаторкою заснування у 2005 році книжкової премії «Книга року Бі-Бі-Сі». У квітні 2011 року Пиркало стала працювати у Офісі Спілкування у ЄБРР (англ. Communciations office of EBRD), й завдяки лобіюванні Пиркало у 2012 році книжкова премія «Книга року Бі-Бі-Сі» року додала нову номінацію «Дитяча книга року Бі-Бі-Сі», меценатом якої став культурний підрозділ ЄБРР, й відтоді «Книга року Бі-Бі-Сі» стала проходити у партнерстві з ЄБРР.

## Твори

### Проза
- «Перший словник українського молодіжного сленгу» (Київ: ВІПОЛ, 1998)
- «Зелена Маргарита» (Київ, Смолоскип, 2000 з перевиданнями: Київ, Зелений пес, 2002; Київ, Факт, 2007)
- «Без табу про „Без Табу“» (2002) — публіцистична книга про телебачення в співавторстві з Тетяною Ворожко та Миколою Вереснем
- «Не думай про червоне» (Київ: Факт, 2004)
- «Авторська колонка» (Київ: Нора-друк, 2007). Підбірка щотижневих колонок у «Газеті по-українськи», співавтори Андрій Бондар, Віталій Жежера, Микола Рябчук та Вікторія Стах)
- «Кухня Егоїста» (Київ: Факт, 2007). Погляд на світ через кільце ковбаси; збірка колонок, що виходили в журналі «Главред»)
- «Життя. Цілувати» (в збірці «Декамерон», Харків: Клуб сімейного дозвілля, 2010).

### Переклади
- Марина Левицька «Два фургони» (Київ: Факт, 2008)